# Riperata Kahutia
Riperata Kahutia, född okänt år, död 1887, var en maorihövding, regerande drottning över Te Aitanga-a-Mahaki från cirka 1860 fram till 1887. Hon är känd för de mål hon drev i brittiska domstolar om att återkräva den jord som tidigare sålts av maori till britterna, för att på så sätt bevara maoris kultur och självständighet. 